# Olisthops cyanomelas
Olisthops cyanomelas е вид лъчеперка от семейство Odacidae, единствен представител на род Olisthops.

## Разпространение
Видът е разпространен в Австралия.